# Karl O’Donell von Tyrconell

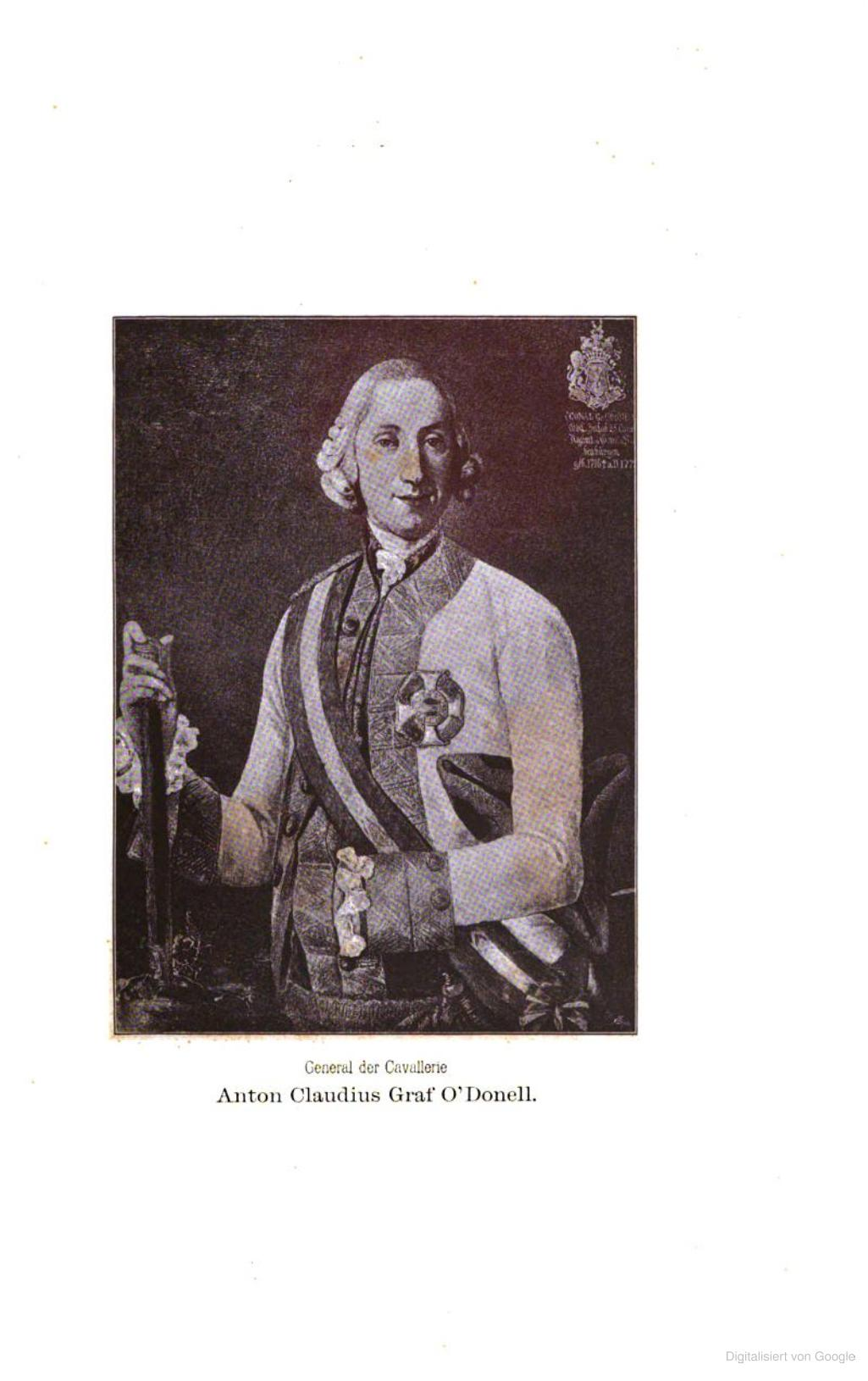
Karl O’Donell von Tyrconell (1715–1771)

Karl Claudius Graf O’Donell von Tyrconell (* 1715; † 26. März 1771 in Wien) war ein österreichischer General irischer Abstammung.

## Leben
Er entstammte einer der ältesten Familien Irlands von der sich ein Zweig 1720 unter dem Namen O’Donell von Tyrconell in Österreich ansiedelte.
Karl O’Donnell trat als Kornett in das  Kürassierregiment Nr. 8 (Bernes) (späteres Dragonerregiment Nr. 7) ein und stieg schon während der Türkenkriege zum Rittmeister auf. In der Schlacht bei Grocka am 23. Juli 1739 wurde er erstmals verwundet und nach der Schlacht zum Major befördert. Im Österreichischen Erbfolgekrieg nahm er an der Schlacht bei Hohenfriedeberg am 4. Juni 1745 teil und wurde erneut verwundet. Nach der Schlacht bei Piacenza (1746) wurde ihm die Ehre zuteil, die eroberten Standarten nach Wien zu bringen. 1748 wurde er zum Oberstleutnant  bei den D’Ollone Dragonern (späteres Dragonerregiment Nr. 4) befördert.
1752 avancierte er als Oberst zum Dragonerregiment Sachsen-Gotha (späteres Ulanenregiment Nr. 8) und übernimmt kurze Zeit später das Kommando der Einheit. Ab 1756 wurde O’Donnell als Generalmajor geführt und befehligte als solcher am 30. September 1756 die aus allen Grenadier- und Karabinierkompanien zu Fuß und zu Pferd und den leichten Truppen der Generale Hadik und Draskowics zusammengesetzte Vorhut des Heeres auf dem Marsch auf Lobositz. In der am 1. Oktober 1756 stattfindenden Schlacht bei Lobositz übernahm er das Kommando über die österreichische Kavallerie, nach dem der kommandierende General Radicati verwundet wurde. Nach dieser Schlacht nahm O’Donnell in dieser Funktion auch an der Schlacht bei Prag am 6. Mai 1757 teil, wo er sich erneut durch besondere Tapferkeit auszeichnete, indem er den österreichischen Rückzug deckte. Später 1757 wurde er zum Feldmarschallleutnant befördert und zum Inhaber des Kürassierregimentes Cordova (späteres Dragonerregiment Nr. 5) ernannt.
In der Schlacht bei Kolin am 18. Juni 1757 hatte O’Donnell wiederum einen nicht unwesentlichen Anteil am Sieg des Feldmarschalls Graf Daun über die Preußen.

Jahrgangsabzeichen „O’Donell“ der Theresianischen Militärakademie in Wiener Neustadt

In der Schlacht bei Leuthen am 5. Dezember 1757 wurde er verwundet und geriet in Gefangenschaft. Nach seiner Entlassung kehrte er sofort zur österreichischen Armee zurück und kämpfte in der Schlacht bei Hochkirch am 14. Oktober 1758, nun bereits General der Kavallerie, erfolgreich als Kommandeur der Kavallerie des linken Flügels.
Im Feldzug 1759 bewährte sich O’Donnell erneut in den Schlachten bei Düben (29. Oktober) und Maxen (20. November). Dort entging er durch geschicktes taktisches Manövrieren einer neuerlichen Gefangennahme durch die Preußen.
Seine größte militärische Leistung erbrachte er in der für Österreich letztendlich jedoch verlorenen letzten großen Schlacht des Siebenjährigen Krieges, in der Schlacht bei Torgau (1760). Deutlich geschwächt durch die Abstellung von zwei Regimentern an General Adolf von Buccow griff er mit drei Kavallerieregimentern die gegen Zinna vorrückenden Preußen an. Er konnte die doppelt so starken Preußen zurückwerfen. In der Folge übernahm er für den verwundeten Feldmarschall Graf Daun den Oberbefehl, den er beim Rückzug auf Dresden bis zum Winter 1760 innehatte. Für seine Leistungen in der Schlacht bei Torgau wurde er mit dem Großkreuz des Maria Theresien Ordens ausgezeichnet.
Im Feldzug von 1761 erhielt er ein Kommando bei Zittau, wurde aber am 16. August 1762 bei Reichenbach vom Herzog von Braunschweig-Bevern geschlagen. Im Dezember 1762 ging O’Donnell als Kommandierender General in die Niederlande, wurde 1764 k.k. Geheimrat, 1765 Generalinspektor der Kavallerie und war 1767–1770 Zivil- und Militärgouverneur von Siebenbürgen. Im Februar 1771 kam er nach Wien um sich auf eine Reise nach Ungarn, auf der er Kaiser Joseph II. begleiten sollte, vorzubereiten. Er erkrankte jedoch schwer und starb am 26. März 1771 in Wien.
Zum Gedenken wählte der Ausmusterungsjahrgang 2005 der Theresianischen Militärakademie in Wiener Neustadt den Namen „Jahrgang O’Donell“.